# Землетрясения в Эмилия-Романья (2012)
Сильное землетрясение в Северной Италии магнитудой 6,0, которое произошло 20 мая 2012 года в 04 часа 03 минуты утра по местному времени, являлось форшоком землетрясения, произошедшего 170 минутами позднее. Эпицентр землетрясения находился в 36 км к северо-западу от административного центра области Эмилия-Романья — Болонья, а гипоцентр залегал на глубине 5 км на территории итальянской коммуны Финале-Эмилия по адресу улица Казони ди-Сопра, 11-19. Через 17 минут произошел первый ощутимый афтершок этого землетрясения магнитудой 4,3 в 12 км к северо-западу от Бондено на глубине 10 км.

## Последствия
Многим историческим зданиям был нанесён урон, а некоторые более старые церкви и здания полностью были разрушены: так, например, церковный колокол обрушился в Феррара, в Финале-Эмилия церковный шпиль получил повреждения, в Сан-Феличе-Прано обрушился фрагмент замка, церковь Фелоника в Мантуа была повреждена, Венецианский Дворец — историческое здание в Финале-Эмилия, получив серьёзные повреждения, частично обрушился, однако, 11 человек из трех семей, которые жили во дворце были спасены.
15 человек погибли, семеро пропали без вести, 20 — получили ранения, 6 000 человек лишились крова в результате афтершока магнитудой 5,8, произошедшего 29 мая в 9 часов утра местного времени в 40 км к северо-западу от Болоньи. Ещё больший урон причинен соборам, зданиям и прочей инфраструктуре.
4 июня был объявлен днем национального траура.

## Жертвы и пострадавшие
В результате землетрясения погибли около 30 человек: двое итальянских рабочих керамического завода в провинции Феррара погибли в результате обрушения кровли, 1 марокканский рабочий — на территории полистироловой компании в Бондено в результате падения на его голову опорной балки, тело 1 рабочего было найдено под руинами литейного завода Tecopress S.P.A. в Сант-Агостино в провинции Феррара и ещё 2 жертвы — больная женщина в возрасте 37 лет и 100-летний мужчина, которые скончались в результате сердечных приступов.

## Спасательная операция
2 вертолета итальянской полиции совершали полеты над территориями, затронутыми землетрясением, корректируя поисково-спасательные службы в плане потенциально-возможно разрушенных или серьёзно-разрушенных зданий. Эти вертолеты особенно приглядывались к старым, заброшенным домам, в которых часто живут бедные семьи.